# Myszka (kanał)
Myszka (Gęśnik, Kanał Myszka - Gęślik, niem. Maugscht) – kanał, prawobrzeżny dopływ Łączy o długości 11,11 km. Źródła ma na wschodzie Zielonej Góry (jedno w okolicach kampusu A Uniwersytetu Zielonogórskiego, drugie – w dzielnicy Stary Kisielin). 
Zasila w wodę dwa dawne, przedwojenne miejsca rekreacyjne w Zielonej Górze: Kąpielisko Miejskie (z roku 1838) przy ulicy Źródlanej (wówczas: Am Gesundbrunnen) oraz Wagmostaw w Dolinie Luizy (Luisental). Na terenie osiedla Przylep kanał wpada do Łączy.